# Baku Cup 2013
Baku Cup 2013 — професійний тенісний турнір, що проходив на кортах з твердим покриттям. Турнір відбувся втретє. Проходив у рамках Туру WTA 2013. Відбувся в Баку (Азербайджан) з 22 до 28 липня 2013 року.

## Учасниці основної сітки в одиночному розряді

### Сіяні пари
| Країна   | Гравчиня           | Рейтинг1 | Сіяна |
| -------- | ------------------ | -------- | ----- |
| Сербія   | Бояна Йовановські  | 38       | 1     |
| Хорватія | Донна Векич        | 62       | 2     |
| ПАР      | Шанелль Схеперс    | 68       | 3     |
| Румунія  | Александра Каданцу | 70       | 4     |
| Чехія    | Кароліна Плішкова  | 73       | 5     |
| Словенія | Полона Герцог      | 82       | 6     |
| Україна  | Еліна Світоліна    | 84       | 7     |
| Сербія   | Весна Долонц       | 85       | 8     |

- 1 Рейтинг подано станом на 15 липня 2013

### Інші учасниці
Нижче наведено учасниць, які отримали вайлдкард на участь в основній сітці:
- Камілла Фархад
- Унс Джабір
- Назрін Джафарова

Нижче наведено гравчинь, які пробились в основну сітку через стадію кваліфікації:
- Тетяна Ареф'єва
- Оксана Калашникова
- Вероніка Капшай
- Катерина Козлова
- Магда Лінетт
- Тереза Мартінцова

Гравчині, що потрапили в основну сітку завдяки захищеному рейтингу:
- Міхаелла Крайчек

### Відмовились від участі
До початку турніру
- Тімеа Бабош
- Анніка Бек
- Естрелья Кабеса Кандела
- Каролін Гарсія
- Карін Кнапп
- Роміна Опранді
- Полін Пармантьє
- Андреа Петкович

### Знялись
- Унс Джабір (травма гомілковостопного суглобу)

## Учасниці основної сітки в парному розряді

### Сіяні пари
| Країна     | Гравчиня          | Країна   | Гравчиня           | Рейтинг1 | Сіяна |
| ---------- | ----------------- | -------- | ------------------ | -------- | ----- |
| Люксембург | Менді Мінелла     | ПАР      | Шанелль Схеперс    | 124      | 1     |
| Україна    | Ірина Бурячок     | Грузія   | Оксана Калашникова | 145      | 2     |
| Австрія    | Сандра Клеменшиц  | Словенія | Андрея Клепач      | 181      | 3     |
| Чехія      | Кароліна Плішкова | Чехія    | Крістина Плішкова  | 200      | 4     |

- 1 Рейтинг подано станом на 15 липня 2013

### Інші учасниці
Нижче наведено пари, які отримали вайлдкард на участь в основній сітці:
- Тамарі Чалаганідзе /  Назрін Джафарова
- Камілла Фархад /  Сабіна Шаріпова

## Переможниці та фіналістки

### Одиночний розряд
- Еліна Світоліна —  Шахар Пеєр, 6–4, 6–4

### Парний розряд
- Ірина Бурячок /  Оксана Калашникова —  Елені Даніліду /  Александра Крунич, 4–6, 7–6(7–3), [10–4]